# Église Saint-Martin de Campagne
L'église Saint-Martin est une église romane située à Campagne dans le département français de l'Hérault en région Occitanie.

## Histoire
Campagne est mentionnée sous le nom de Casella Campaniæ en 855 dans le cartulaire de l'abbaye de Gellone.
L'église Saint-Martin est construite au XIIe siècle.
Elle ne fait l'objet ni d'un classement ni d'une inscription au titre des monuments historiques.

## Architecture

### Le chevet
L'église possède un beau chevet roman composé d'une abside semi-circulaire unique édifiée en pierre de taille assemblée en grand appareil et couverte de tuiles.
Reposant sur un soubassement constitué de deux assises de moellons, ce chevet présente deux zones de maçonneries différentes : en dessous et à droite, une maçonnerie faite de moellons, à gauche une maçonnerie faite de blocs de pierre de taille assemblés en grand appareil.
Cette deuxième zone de maçonnerie, en pierre de taille soigneusement appareillée, présente des traces d'opus monspeliensis (appareil alterné de Montpellier) et est percée d'une fenêtre axiale à double ébrasement encadrée de colonnettes à chapiteaux géométriques.
La grande particularité de ce chevet est la frise de dents d'engrenage qui ne ceint que la moitié gauche de l'abside, s'arrêtant à la limite entre les deux zones de maçonnerie. Cette frise de dents d'engrenage est surmontée d'une corniche moulurée au-dessus de laquelle la pierre de taille cède la place aux moellons.

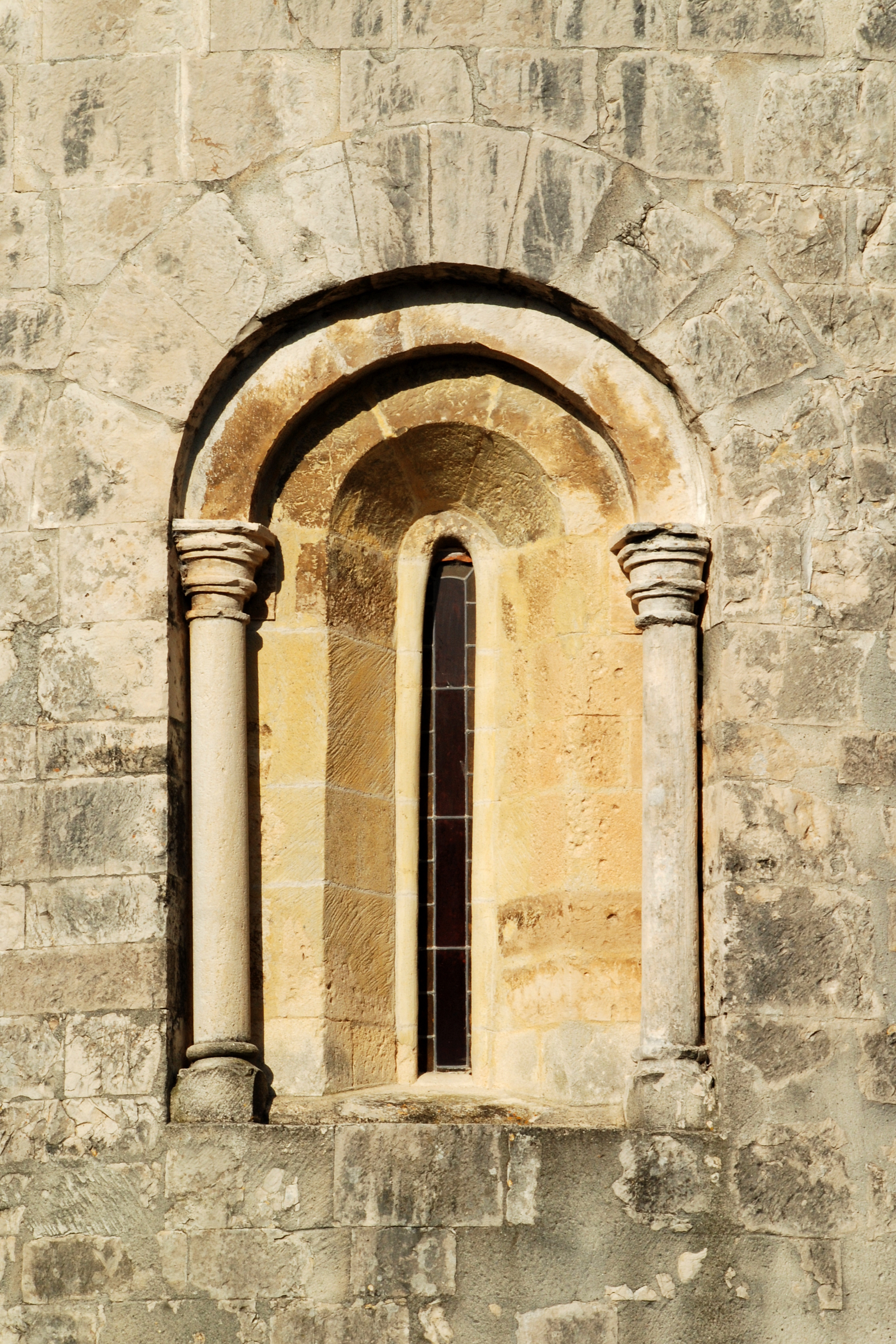
Fenêtre axiale de l'abside.
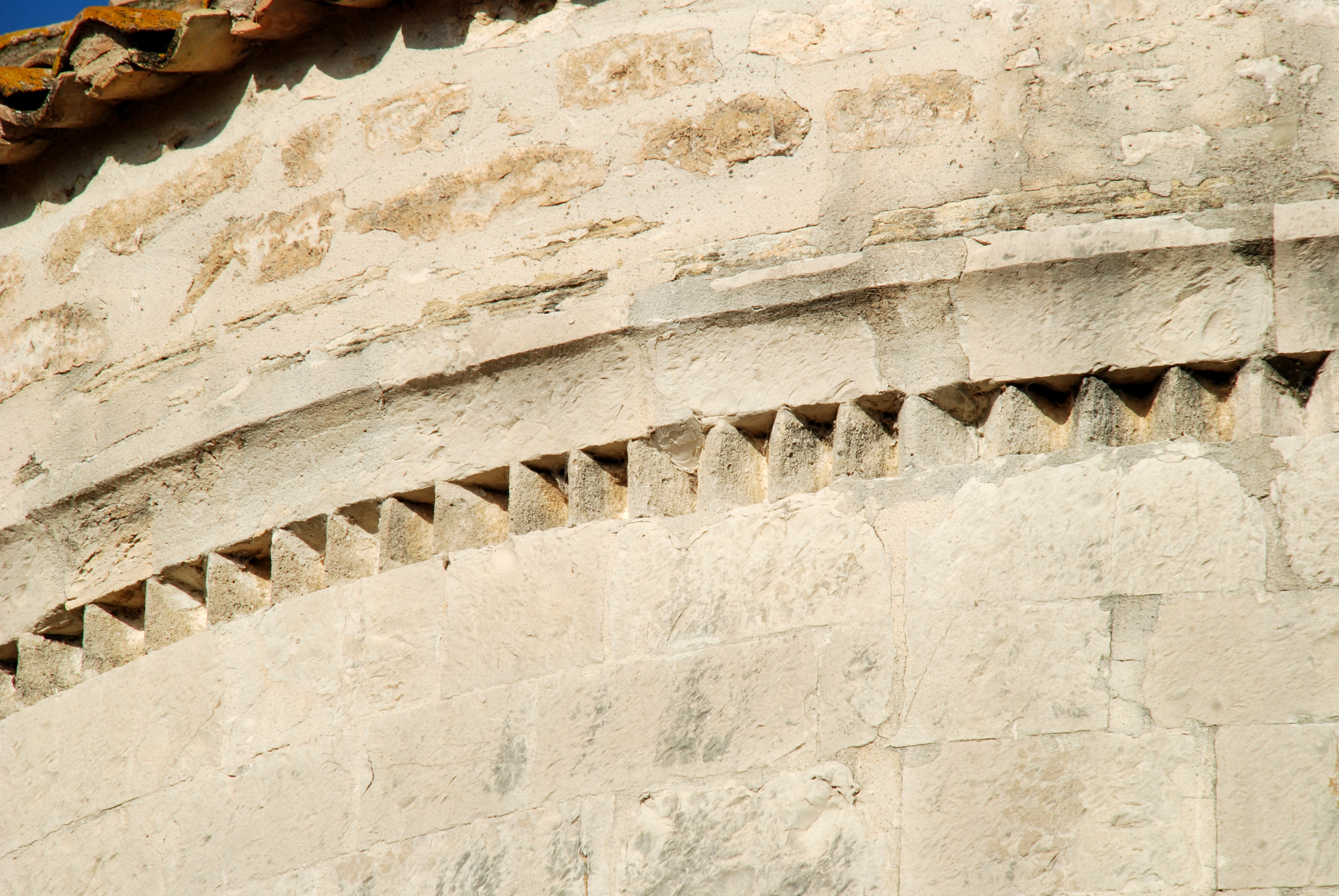
Détail de la frise de dents d'engrenage.
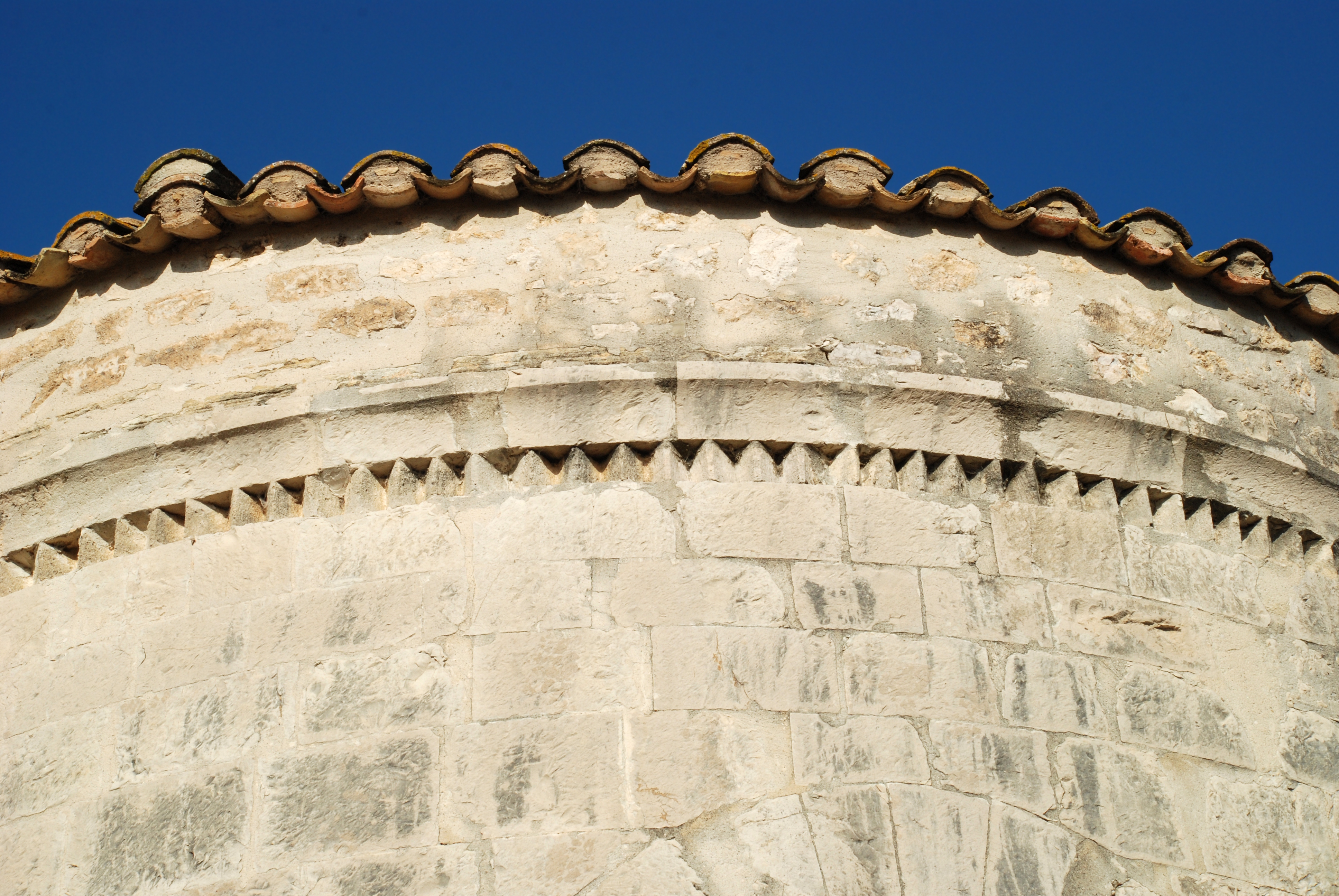
Frise de dents d'engrenage.
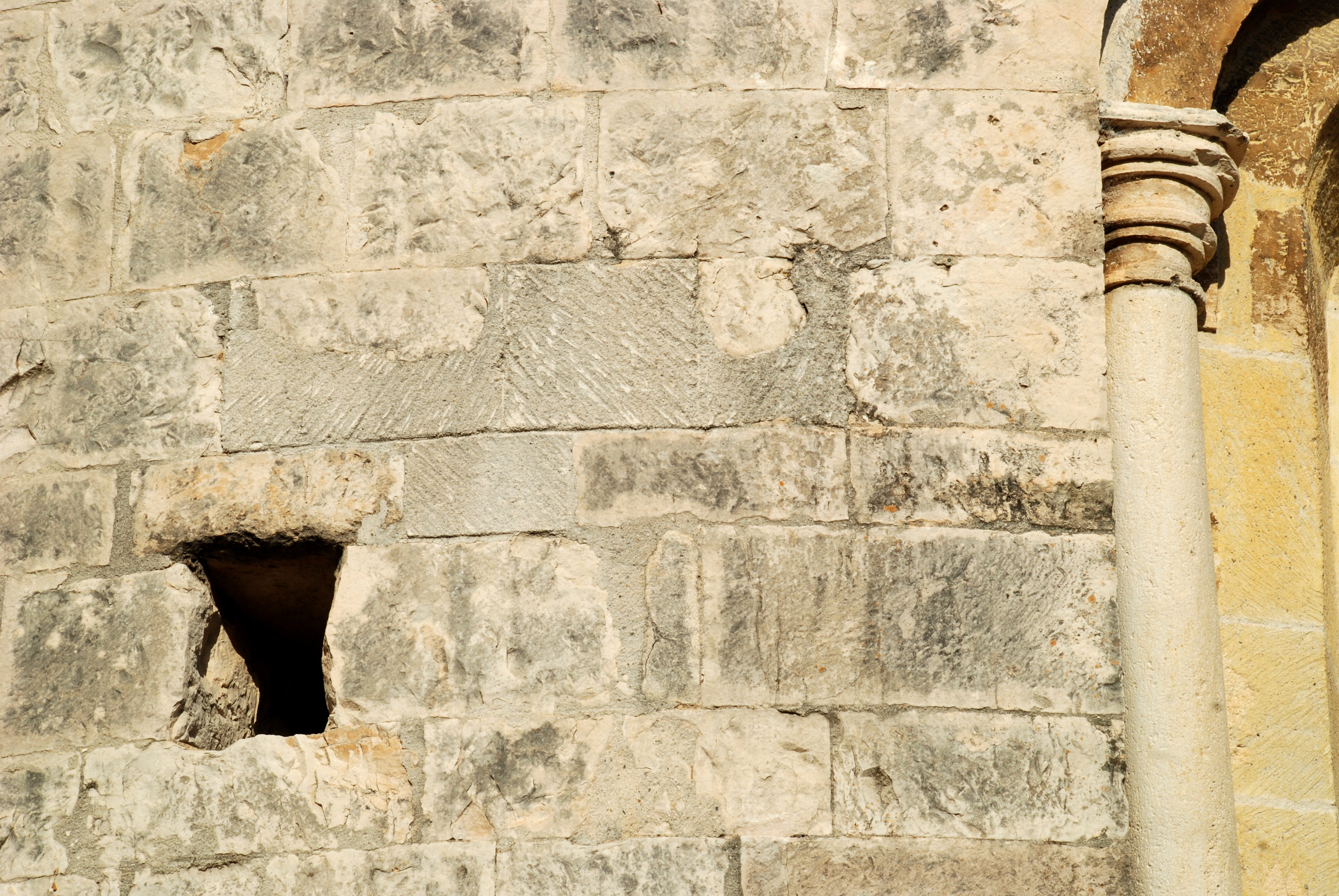
Opus monspeliensis.

### La façade méridionale
La façade méridionale, édifiée en pierre de taille assemblée en grand appareil, est soutenue par quatre puissants contreforts.
Elle est percée, à l'ouest, d'une grande porte cintrée à double ébrasement et, à l'est, d'une porte plus petite à simple ébrasement.
Les deux premières travées sont percées respectivement d'une simple fenêtre et d'une fenêtre à double ébrasement encadrée de colonnettes à chapiteaux sculptés.
La façade est couronnée par une corniche moulurée supportée par des modillons géométriques.

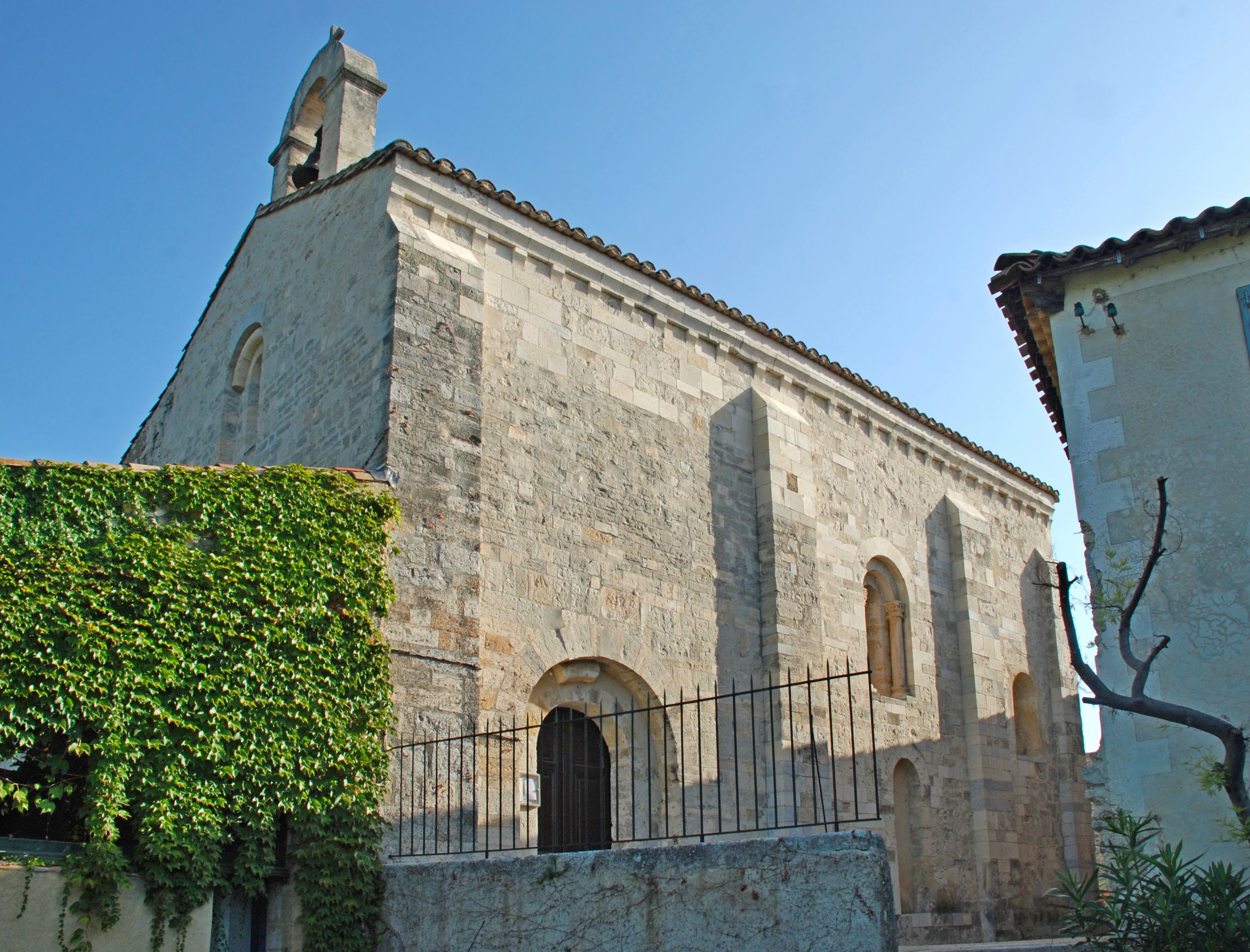
La façade méridionale.
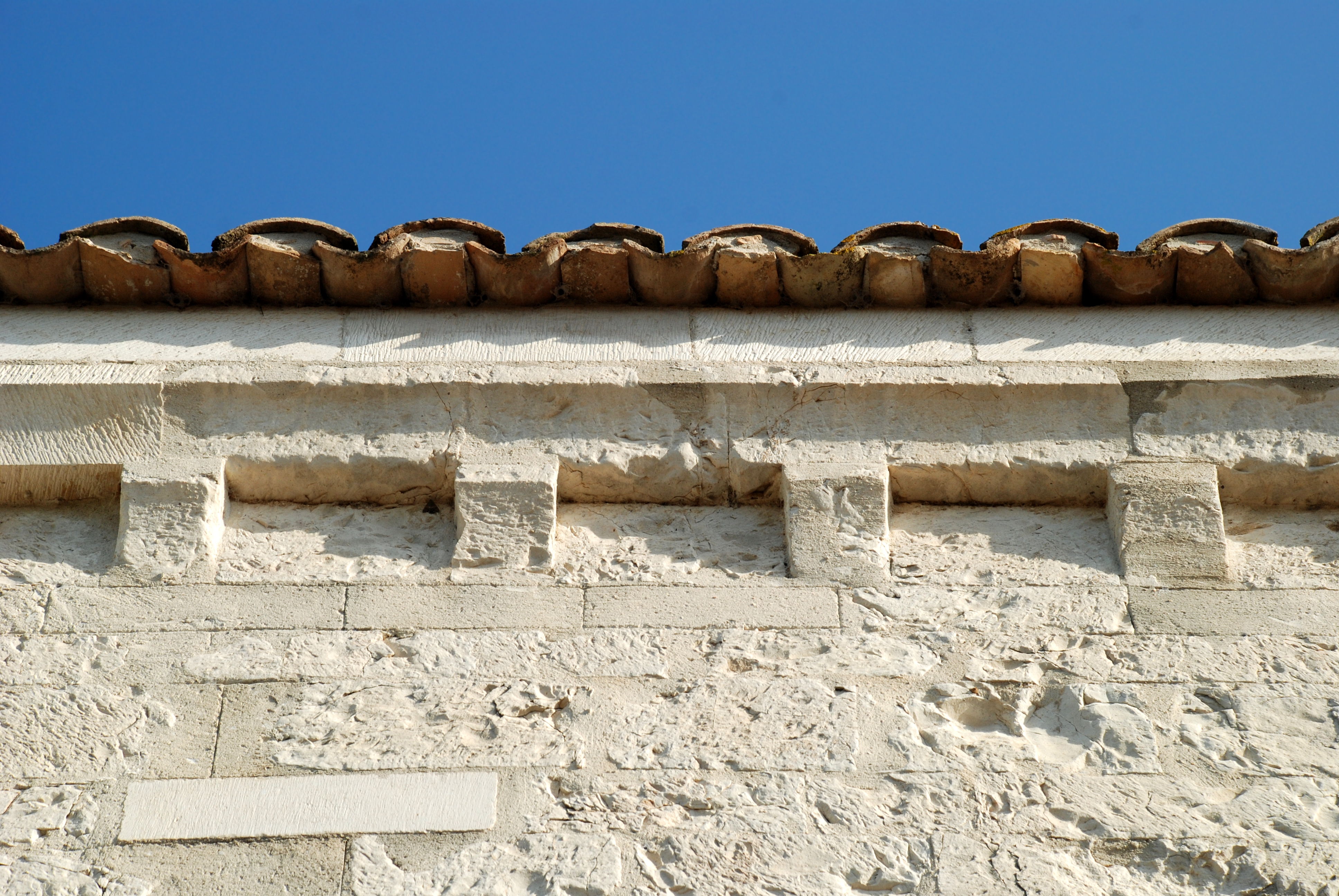
La corniche moulurée et ses modillons.
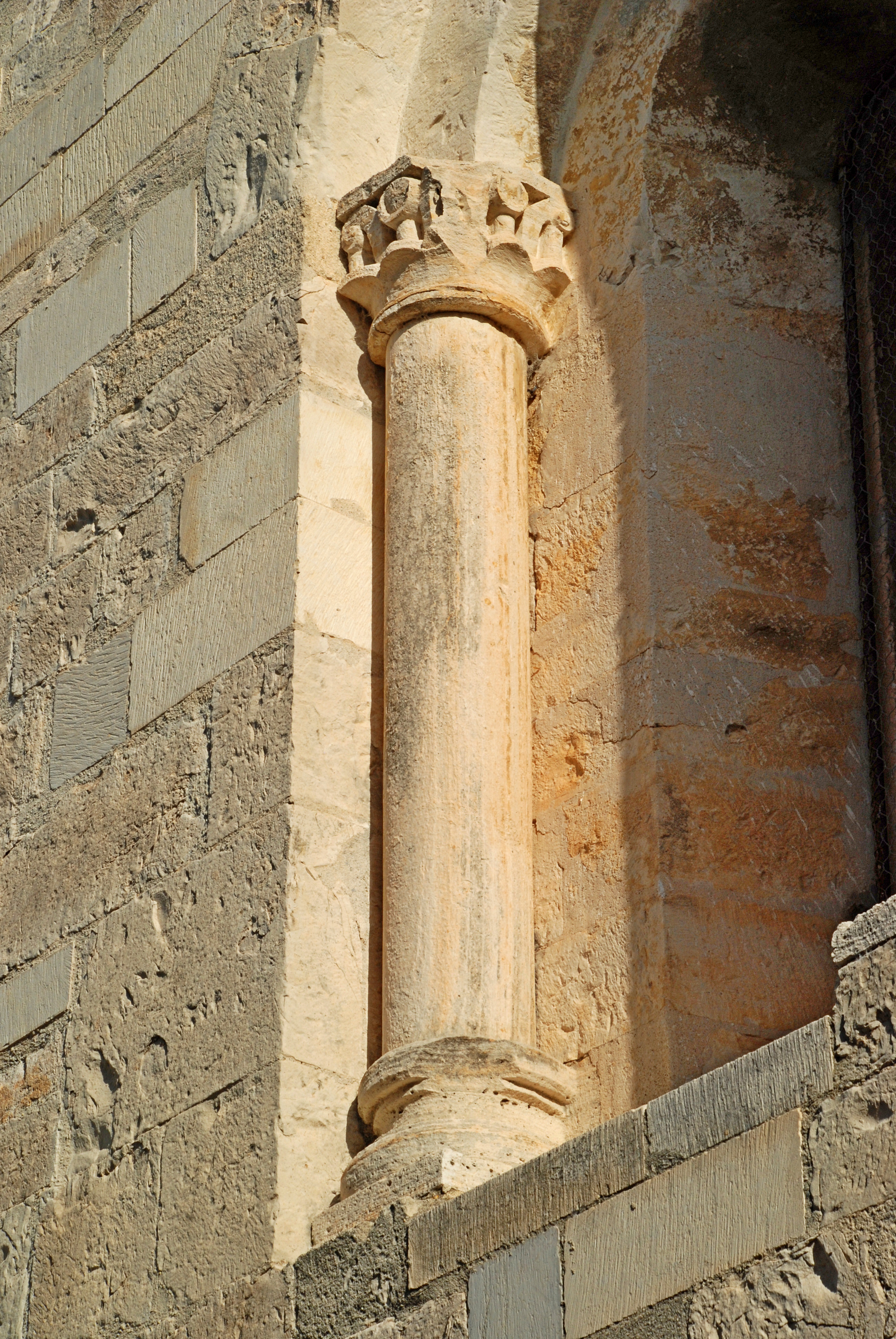
Colonnette.